# Gnophos generosa
Gnophos generosa är en fjärilsart som beskrevs av Eugen Wehrli 1953. Gnophos generosa ingår i släktet Gnophos och familjen mätare. Inga underarter finns listade i Catalogue of Life.